# Ámame... Me gusta amanecer en ti
Ámame... Me gusta amanecer en ti es el cuarto disco del cantante venezolano Pecos Kanvas editado en 1978.
Con este álbum el Pecos Kanvas salta a la fama internacional con el tema que lleva por nombre el mismo que el del álbum.

## Lista de canciones
1. Rosa de Fuego
2. Por Ti
3. María José
4. Reconciliación
5. Porque Yo Quiero
6. Ámame... Me Gusta Amanecer en Ti
7. Maldito Orgullo
8. Clara
9. Dame Amor
10. Te daré Felicidad

- Datos: Q18817126